# Jussiape
Jussiape est une municipalité brésilienne de l'État de Bahia et la microrégion de Seabra.